# Minstead
Minstead – wieś w Anglii, w hrabstwie Hampshire, w dystrykcie New Forest. Leży 24 km na południowy zachód od miasta Winchester i 124 km na południowy zachód od Londynu.